# PC鋼材
PC鋼材（ピーシーこうざい）とは、プレストレスト・コンクリート（PC）に緊張を与える緊張材のことである。緊張材とは、鉄筋コンクリート（RC）に用いられる鉄筋と区別するためにこのような言い方がされる。緊張材には、PC鋼線（直径8mm以下の高強度鋼）、PC鋼棒（直径10mm以上の高強度鋼）およびPC鋼より線（PC鋼線をより合わせたもの）などがあり、これらを総称してPC鋼材と呼ぶ。
PC鋼線はピアノに使用されているものと同じため、ピアノ線とも呼ばれる。近年は、鋼製の緊張材だけでなく、炭素繊維等のいわゆる新素材による緊張材もある。